# Élections territoriales polynésiennes de 2004
Les élections territoriales de 2004 en Polynésie française, ou de manière plus précise l'élection des représentants à l'Assemblée de la Polynésie française de 2004 a permis l'élection de l'Assemblée de la Polynésie française le 23 mai 2004.
Les résultats du scrutin donnent une très faible avance à Gaston Flosse (27 représentants) sur Oscar Temaru (28 représentants) mais ce dernier profitant d'une défection devient le président de la Polynésie française.